# Король (шахи)
| Білий та чорний королі зі стандартного набору Стаунтона | Білий та чорний королі зі стандартного набору Стаунтона |
| ------------------------------------------------------- | ------------------------------------------------------- |
|                                                         |                                                         |

Король — найважливіша шахова фігура, проте водночас він є й однією з найслабших фігур.
Мета гри — атакувати короля суперника так, щоб він не мав змоги захиститися (мат). Якщо король гравця є під загрозою взяття, кажуть, що він під шахом, і гравець мусить захистити короля під час наступного ходу. Якщо це неможливо зробити, кажуть, що королю поставили мат. Хоча король є найціннішою фігурою, він, зазвичай, є найслабшим у грі та потребує захисту до останньої фази (ендшпілю).

## Ходи
Білі починають гру з королем на першій горизонталі праворуч від ферзя, чорні починають з королем ліворуч від ферзя. Таким чином, королі на початку партії розташовані навпроти одне одного. Якщо клітинки позначені як в алгебраїчній нотації, білий король починає на e1, а чорний король на e8.
Король може робити ходи на одну клітинку у будь-якому напрямі (горизонтально, вертикально або по діагоналі), якщо ця клітинка не зайнята фігурою того самого кольору або якщо хід не поставить короля під шах. Як результат, королі суперників ніколи не можуть зайняти сусідні клітинки (див. опозиція), але король може дати відкритий шах, відкриваючи слона, туру або ферзя. Король також бере участь у спеціальному ході рокіровки.
|   | a                                  | b                                  | c                                  | d                                  | e                                  | f                                  | g                                  | h                                  |   |
| 8 | e8 чорний король · e1 білий король | e8 чорний король · e1 білий король | e8 чорний король · e1 білий король | e8 чорний король · e1 білий король | e8 чорний король · e1 білий король | e8 чорний король · e1 білий король | e8 чорний король · e1 білий король | e8 чорний король · e1 білий король | 8 |
| 7 | e8 чорний король · e1 білий король | e8 чорний король · e1 білий король | e8 чорний король · e1 білий король | e8 чорний король · e1 білий король | e8 чорний король · e1 білий король | e8 чорний король · e1 білий король | e8 чорний король · e1 білий король | e8 чорний король · e1 білий король | 7 |
| 6 | e8 чорний король · e1 білий король | e8 чорний король · e1 білий король | e8 чорний король · e1 білий король | e8 чорний король · e1 білий король | e8 чорний король · e1 білий король | e8 чорний король · e1 білий король | e8 чорний король · e1 білий король | e8 чорний король · e1 білий король | 6 |
| 5 | e8 чорний король · e1 білий король | e8 чорний король · e1 білий король | e8 чорний король · e1 білий король | e8 чорний король · e1 білий король | e8 чорний король · e1 білий король | e8 чорний король · e1 білий король | e8 чорний король · e1 білий король | e8 чорний король · e1 білий король | 5 |
| 4 | e8 чорний король · e1 білий король | e8 чорний король · e1 білий король | e8 чорний король · e1 білий король | e8 чорний король · e1 білий король | e8 чорний король · e1 білий король | e8 чорний король · e1 білий король | e8 чорний король · e1 білий король | e8 чорний король · e1 білий король | 4 |
| 3 | e8 чорний король · e1 білий король | e8 чорний король · e1 білий король | e8 чорний король · e1 білий король | e8 чорний король · e1 білий король | e8 чорний король · e1 білий король | e8 чорний король · e1 білий король | e8 чорний король · e1 білий король | e8 чорний король · e1 білий король | 3 |
| 2 | e8 чорний король · e1 білий король | e8 чорний король · e1 білий король | e8 чорний король · e1 білий король | e8 чорний король · e1 білий король | e8 чорний король · e1 білий король | e8 чорний король · e1 білий король | e8 чорний король · e1 білий король | e8 чорний король · e1 білий король | 2 |
| 1 | e8 чорний король · e1 білий король | e8 чорний король · e1 білий король | e8 чорний король · e1 білий король | e8 чорний король · e1 білий король | e8 чорний король · e1 білий король | e8 чорний король · e1 білий король | e8 чорний король · e1 білий король | e8 чорний король · e1 білий король | 1 |
|   | a                                  | b                                  | c                                  | d                                  | e                                  | f                                  | g                                  | h                                  |   |

|   | a | b | c | d | e | f | g | h |   |
| 8 | d5 білий кружок · e5 білий кружок · f5 білий кружок · d4 білий кружок · e4 білий король · f4 білий кружок · d3 білий кружок · e3 білий кружок · f3 білий кружок · a2 білий кружок · b2 білий кружок · a1 чорний король · b1 білий кружок | d5 білий кружок · e5 білий кружок · f5 білий кружок · d4 білий кружок · e4 білий король · f4 білий кружок · d3 білий кружок · e3 білий кружок · f3 білий кружок · a2 білий кружок · b2 білий кружок · a1 чорний король · b1 білий кружок | d5 білий кружок · e5 білий кружок · f5 білий кружок · d4 білий кружок · e4 білий король · f4 білий кружок · d3 білий кружок · e3 білий кружок · f3 білий кружок · a2 білий кружок · b2 білий кружок · a1 чорний король · b1 білий кружок | d5 білий кружок · e5 білий кружок · f5 білий кружок · d4 білий кружок · e4 білий король · f4 білий кружок · d3 білий кружок · e3 білий кружок · f3 білий кружок · a2 білий кружок · b2 білий кружок · a1 чорний король · b1 білий кружок | d5 білий кружок · e5 білий кружок · f5 білий кружок · d4 білий кружок · e4 білий король · f4 білий кружок · d3 білий кружок · e3 білий кружок · f3 білий кружок · a2 білий кружок · b2 білий кружок · a1 чорний король · b1 білий кружок | d5 білий кружок · e5 білий кружок · f5 білий кружок · d4 білий кружок · e4 білий король · f4 білий кружок · d3 білий кружок · e3 білий кружок · f3 білий кружок · a2 білий кружок · b2 білий кружок · a1 чорний король · b1 білий кружок | d5 білий кружок · e5 білий кружок · f5 білий кружок · d4 білий кружок · e4 білий король · f4 білий кружок · d3 білий кружок · e3 білий кружок · f3 білий кружок · a2 білий кружок · b2 білий кружок · a1 чорний король · b1 білий кружок | d5 білий кружок · e5 білий кружок · f5 білий кружок · d4 білий кружок · e4 білий король · f4 білий кружок · d3 білий кружок · e3 білий кружок · f3 білий кружок · a2 білий кружок · b2 білий кружок · a1 чорний король · b1 білий кружок | 8 |
| 7 | d5 білий кружок · e5 білий кружок · f5 білий кружок · d4 білий кружок · e4 білий король · f4 білий кружок · d3 білий кружок · e3 білий кружок · f3 білий кружок · a2 білий кружок · b2 білий кружок · a1 чорний король · b1 білий кружок | d5 білий кружок · e5 білий кружок · f5 білий кружок · d4 білий кружок · e4 білий король · f4 білий кружок · d3 білий кружок · e3 білий кружок · f3 білий кружок · a2 білий кружок · b2 білий кружок · a1 чорний король · b1 білий кружок | d5 білий кружок · e5 білий кружок · f5 білий кружок · d4 білий кружок · e4 білий король · f4 білий кружок · d3 білий кружок · e3 білий кружок · f3 білий кружок · a2 білий кружок · b2 білий кружок · a1 чорний король · b1 білий кружок | d5 білий кружок · e5 білий кружок · f5 білий кружок · d4 білий кружок · e4 білий король · f4 білий кружок · d3 білий кружок · e3 білий кружок · f3 білий кружок · a2 білий кружок · b2 білий кружок · a1 чорний король · b1 білий кружок | d5 білий кружок · e5 білий кружок · f5 білий кружок · d4 білий кружок · e4 білий король · f4 білий кружок · d3 білий кружок · e3 білий кружок · f3 білий кружок · a2 білий кружок · b2 білий кружок · a1 чорний король · b1 білий кружок | d5 білий кружок · e5 білий кружок · f5 білий кружок · d4 білий кружок · e4 білий король · f4 білий кружок · d3 білий кружок · e3 білий кружок · f3 білий кружок · a2 білий кружок · b2 білий кружок · a1 чорний король · b1 білий кружок | d5 білий кружок · e5 білий кружок · f5 білий кружок · d4 білий кружок · e4 білий король · f4 білий кружок · d3 білий кружок · e3 білий кружок · f3 білий кружок · a2 білий кружок · b2 білий кружок · a1 чорний король · b1 білий кружок | d5 білий кружок · e5 білий кружок · f5 білий кружок · d4 білий кружок · e4 білий король · f4 білий кружок · d3 білий кружок · e3 білий кружок · f3 білий кружок · a2 білий кружок · b2 білий кружок · a1 чорний король · b1 білий кружок | 7 |
| 6 | d5 білий кружок · e5 білий кружок · f5 білий кружок · d4 білий кружок · e4 білий король · f4 білий кружок · d3 білий кружок · e3 білий кружок · f3 білий кружок · a2 білий кружок · b2 білий кружок · a1 чорний король · b1 білий кружок | d5 білий кружок · e5 білий кружок · f5 білий кружок · d4 білий кружок · e4 білий король · f4 білий кружок · d3 білий кружок · e3 білий кружок · f3 білий кружок · a2 білий кружок · b2 білий кружок · a1 чорний король · b1 білий кружок | d5 білий кружок · e5 білий кружок · f5 білий кружок · d4 білий кружок · e4 білий король · f4 білий кружок · d3 білий кружок · e3 білий кружок · f3 білий кружок · a2 білий кружок · b2 білий кружок · a1 чорний король · b1 білий кружок | d5 білий кружок · e5 білий кружок · f5 білий кружок · d4 білий кружок · e4 білий король · f4 білий кружок · d3 білий кружок · e3 білий кружок · f3 білий кружок · a2 білий кружок · b2 білий кружок · a1 чорний король · b1 білий кружок | d5 білий кружок · e5 білий кружок · f5 білий кружок · d4 білий кружок · e4 білий король · f4 білий кружок · d3 білий кружок · e3 білий кружок · f3 білий кружок · a2 білий кружок · b2 білий кружок · a1 чорний король · b1 білий кружок | d5 білий кружок · e5 білий кружок · f5 білий кружок · d4 білий кружок · e4 білий король · f4 білий кружок · d3 білий кружок · e3 білий кружок · f3 білий кружок · a2 білий кружок · b2 білий кружок · a1 чорний король · b1 білий кружок | d5 білий кружок · e5 білий кружок · f5 білий кружок · d4 білий кружок · e4 білий король · f4 білий кружок · d3 білий кружок · e3 білий кружок · f3 білий кружок · a2 білий кружок · b2 білий кружок · a1 чорний король · b1 білий кружок | d5 білий кружок · e5 білий кружок · f5 білий кружок · d4 білий кружок · e4 білий король · f4 білий кружок · d3 білий кружок · e3 білий кружок · f3 білий кружок · a2 білий кружок · b2 білий кружок · a1 чорний король · b1 білий кружок | 6 |
| 5 | d5 білий кружок · e5 білий кружок · f5 білий кружок · d4 білий кружок · e4 білий король · f4 білий кружок · d3 білий кружок · e3 білий кружок · f3 білий кружок · a2 білий кружок · b2 білий кружок · a1 чорний король · b1 білий кружок | d5 білий кружок · e5 білий кружок · f5 білий кружок · d4 білий кружок · e4 білий король · f4 білий кружок · d3 білий кружок · e3 білий кружок · f3 білий кружок · a2 білий кружок · b2 білий кружок · a1 чорний король · b1 білий кружок | d5 білий кружок · e5 білий кружок · f5 білий кружок · d4 білий кружок · e4 білий король · f4 білий кружок · d3 білий кружок · e3 білий кружок · f3 білий кружок · a2 білий кружок · b2 білий кружок · a1 чорний король · b1 білий кружок | d5 білий кружок · e5 білий кружок · f5 білий кружок · d4 білий кружок · e4 білий король · f4 білий кружок · d3 білий кружок · e3 білий кружок · f3 білий кружок · a2 білий кружок · b2 білий кружок · a1 чорний король · b1 білий кружок | d5 білий кружок · e5 білий кружок · f5 білий кружок · d4 білий кружок · e4 білий король · f4 білий кружок · d3 білий кружок · e3 білий кружок · f3 білий кружок · a2 білий кружок · b2 білий кружок · a1 чорний король · b1 білий кружок | d5 білий кружок · e5 білий кружок · f5 білий кружок · d4 білий кружок · e4 білий король · f4 білий кружок · d3 білий кружок · e3 білий кружок · f3 білий кружок · a2 білий кружок · b2 білий кружок · a1 чорний король · b1 білий кружок | d5 білий кружок · e5 білий кружок · f5 білий кружок · d4 білий кружок · e4 білий король · f4 білий кружок · d3 білий кружок · e3 білий кружок · f3 білий кружок · a2 білий кружок · b2 білий кружок · a1 чорний король · b1 білий кружок | d5 білий кружок · e5 білий кружок · f5 білий кружок · d4 білий кружок · e4 білий король · f4 білий кружок · d3 білий кружок · e3 білий кружок · f3 білий кружок · a2 білий кружок · b2 білий кружок · a1 чорний король · b1 білий кружок | 5 |
| 4 | d5 білий кружок · e5 білий кружок · f5 білий кружок · d4 білий кружок · e4 білий король · f4 білий кружок · d3 білий кружок · e3 білий кружок · f3 білий кружок · a2 білий кружок · b2 білий кружок · a1 чорний король · b1 білий кружок | d5 білий кружок · e5 білий кружок · f5 білий кружок · d4 білий кружок · e4 білий король · f4 білий кружок · d3 білий кружок · e3 білий кружок · f3 білий кружок · a2 білий кружок · b2 білий кружок · a1 чорний король · b1 білий кружок | d5 білий кружок · e5 білий кружок · f5 білий кружок · d4 білий кружок · e4 білий король · f4 білий кружок · d3 білий кружок · e3 білий кружок · f3 білий кружок · a2 білий кружок · b2 білий кружок · a1 чорний король · b1 білий кружок | d5 білий кружок · e5 білий кружок · f5 білий кружок · d4 білий кружок · e4 білий король · f4 білий кружок · d3 білий кружок · e3 білий кружок · f3 білий кружок · a2 білий кружок · b2 білий кружок · a1 чорний король · b1 білий кружок | d5 білий кружок · e5 білий кружок · f5 білий кружок · d4 білий кружок · e4 білий король · f4 білий кружок · d3 білий кружок · e3 білий кружок · f3 білий кружок · a2 білий кружок · b2 білий кружок · a1 чорний король · b1 білий кружок | d5 білий кружок · e5 білий кружок · f5 білий кружок · d4 білий кружок · e4 білий король · f4 білий кружок · d3 білий кружок · e3 білий кружок · f3 білий кружок · a2 білий кружок · b2 білий кружок · a1 чорний король · b1 білий кружок | d5 білий кружок · e5 білий кружок · f5 білий кружок · d4 білий кружок · e4 білий король · f4 білий кружок · d3 білий кружок · e3 білий кружок · f3 білий кружок · a2 білий кружок · b2 білий кружок · a1 чорний король · b1 білий кружок | d5 білий кружок · e5 білий кружок · f5 білий кружок · d4 білий кружок · e4 білий король · f4 білий кружок · d3 білий кружок · e3 білий кружок · f3 білий кружок · a2 білий кружок · b2 білий кружок · a1 чорний король · b1 білий кружок | 4 |
| 3 | d5 білий кружок · e5 білий кружок · f5 білий кружок · d4 білий кружок · e4 білий король · f4 білий кружок · d3 білий кружок · e3 білий кружок · f3 білий кружок · a2 білий кружок · b2 білий кружок · a1 чорний король · b1 білий кружок | d5 білий кружок · e5 білий кружок · f5 білий кружок · d4 білий кружок · e4 білий король · f4 білий кружок · d3 білий кружок · e3 білий кружок · f3 білий кружок · a2 білий кружок · b2 білий кружок · a1 чорний король · b1 білий кружок | d5 білий кружок · e5 білий кружок · f5 білий кружок · d4 білий кружок · e4 білий король · f4 білий кружок · d3 білий кружок · e3 білий кружок · f3 білий кружок · a2 білий кружок · b2 білий кружок · a1 чорний король · b1 білий кружок | d5 білий кружок · e5 білий кружок · f5 білий кружок · d4 білий кружок · e4 білий король · f4 білий кружок · d3 білий кружок · e3 білий кружок · f3 білий кружок · a2 білий кружок · b2 білий кружок · a1 чорний король · b1 білий кружок | d5 білий кружок · e5 білий кружок · f5 білий кружок · d4 білий кружок · e4 білий король · f4 білий кружок · d3 білий кружок · e3 білий кружок · f3 білий кружок · a2 білий кружок · b2 білий кружок · a1 чорний король · b1 білий кружок | d5 білий кружок · e5 білий кружок · f5 білий кружок · d4 білий кружок · e4 білий король · f4 білий кружок · d3 білий кружок · e3 білий кружок · f3 білий кружок · a2 білий кружок · b2 білий кружок · a1 чорний король · b1 білий кружок | d5 білий кружок · e5 білий кружок · f5 білий кружок · d4 білий кружок · e4 білий король · f4 білий кружок · d3 білий кружок · e3 білий кружок · f3 білий кружок · a2 білий кружок · b2 білий кружок · a1 чорний король · b1 білий кружок | d5 білий кружок · e5 білий кружок · f5 білий кружок · d4 білий кружок · e4 білий король · f4 білий кружок · d3 білий кружок · e3 білий кружок · f3 білий кружок · a2 білий кружок · b2 білий кружок · a1 чорний король · b1 білий кружок | 3 |
| 2 | d5 білий кружок · e5 білий кружок · f5 білий кружок · d4 білий кружок · e4 білий король · f4 білий кружок · d3 білий кружок · e3 білий кружок · f3 білий кружок · a2 білий кружок · b2 білий кружок · a1 чорний король · b1 білий кружок | d5 білий кружок · e5 білий кружок · f5 білий кружок · d4 білий кружок · e4 білий король · f4 білий кружок · d3 білий кружок · e3 білий кружок · f3 білий кружок · a2 білий кружок · b2 білий кружок · a1 чорний король · b1 білий кружок | d5 білий кружок · e5 білий кружок · f5 білий кружок · d4 білий кружок · e4 білий король · f4 білий кружок · d3 білий кружок · e3 білий кружок · f3 білий кружок · a2 білий кружок · b2 білий кружок · a1 чорний король · b1 білий кружок | d5 білий кружок · e5 білий кружок · f5 білий кружок · d4 білий кружок · e4 білий король · f4 білий кружок · d3 білий кружок · e3 білий кружок · f3 білий кружок · a2 білий кружок · b2 білий кружок · a1 чорний король · b1 білий кружок | d5 білий кружок · e5 білий кружок · f5 білий кружок · d4 білий кружок · e4 білий король · f4 білий кружок · d3 білий кружок · e3 білий кружок · f3 білий кружок · a2 білий кружок · b2 білий кружок · a1 чорний король · b1 білий кружок | d5 білий кружок · e5 білий кружок · f5 білий кружок · d4 білий кружок · e4 білий король · f4 білий кружок · d3 білий кружок · e3 білий кружок · f3 білий кружок · a2 білий кружок · b2 білий кружок · a1 чорний король · b1 білий кружок | d5 білий кружок · e5 білий кружок · f5 білий кружок · d4 білий кружок · e4 білий король · f4 білий кружок · d3 білий кружок · e3 білий кружок · f3 білий кружок · a2 білий кружок · b2 білий кружок · a1 чорний король · b1 білий кружок | d5 білий кружок · e5 білий кружок · f5 білий кружок · d4 білий кружок · e4 білий король · f4 білий кружок · d3 білий кружок · e3 білий кружок · f3 білий кружок · a2 білий кружок · b2 білий кружок · a1 чорний король · b1 білий кружок | 2 |
| 1 | d5 білий кружок · e5 білий кружок · f5 білий кружок · d4 білий кружок · e4 білий король · f4 білий кружок · d3 білий кружок · e3 білий кружок · f3 білий кружок · a2 білий кружок · b2 білий кружок · a1 чорний король · b1 білий кружок | d5 білий кружок · e5 білий кружок · f5 білий кружок · d4 білий кружок · e4 білий король · f4 білий кружок · d3 білий кружок · e3 білий кружок · f3 білий кружок · a2 білий кружок · b2 білий кружок · a1 чорний король · b1 білий кружок | d5 білий кружок · e5 білий кружок · f5 білий кружок · d4 білий кружок · e4 білий король · f4 білий кружок · d3 білий кружок · e3 білий кружок · f3 білий кружок · a2 білий кружок · b2 білий кружок · a1 чорний король · b1 білий кружок | d5 білий кружок · e5 білий кружок · f5 білий кружок · d4 білий кружок · e4 білий король · f4 білий кружок · d3 білий кружок · e3 білий кружок · f3 білий кружок · a2 білий кружок · b2 білий кружок · a1 чорний король · b1 білий кружок | d5 білий кружок · e5 білий кружок · f5 білий кружок · d4 білий кружок · e4 білий король · f4 білий кружок · d3 білий кружок · e3 білий кружок · f3 білий кружок · a2 білий кружок · b2 білий кружок · a1 чорний король · b1 білий кружок | d5 білий кружок · e5 білий кружок · f5 білий кружок · d4 білий кружок · e4 білий король · f4 білий кружок · d3 білий кружок · e3 білий кружок · f3 білий кружок · a2 білий кружок · b2 білий кружок · a1 чорний король · b1 білий кружок | d5 білий кружок · e5 білий кружок · f5 білий кружок · d4 білий кружок · e4 білий король · f4 білий кружок · d3 білий кружок · e3 білий кружок · f3 білий кружок · a2 білий кружок · b2 білий кружок · a1 чорний король · b1 білий кружок | d5 білий кружок · e5 білий кружок · f5 білий кружок · d4 білий кружок · e4 білий король · f4 білий кружок · d3 білий кружок · e3 білий кружок · f3 білий кружок · a2 білий кружок · b2 білий кружок · a1 чорний король · b1 білий кружок | 1 |
|   | a | b | c | d | e | f | g | h |   |

|   | a | b | c | d | e | f | g | h |   |
| 8 | g6 чорний хрестик · f5 білий король · g5 чорний хрестик · h5 чорний король · g4 чорний хрестик · c2 біла тура | g6 чорний хрестик · f5 білий король · g5 чорний хрестик · h5 чорний король · g4 чорний хрестик · c2 біла тура | g6 чорний хрестик · f5 білий король · g5 чорний хрестик · h5 чорний король · g4 чорний хрестик · c2 біла тура | g6 чорний хрестик · f5 білий король · g5 чорний хрестик · h5 чорний король · g4 чорний хрестик · c2 біла тура | g6 чорний хрестик · f5 білий король · g5 чорний хрестик · h5 чорний король · g4 чорний хрестик · c2 біла тура | g6 чорний хрестик · f5 білий король · g5 чорний хрестик · h5 чорний король · g4 чорний хрестик · c2 біла тура | g6 чорний хрестик · f5 білий король · g5 чорний хрестик · h5 чорний король · g4 чорний хрестик · c2 біла тура | g6 чорний хрестик · f5 білий король · g5 чорний хрестик · h5 чорний король · g4 чорний хрестик · c2 біла тура | 8 |
| 7 | g6 чорний хрестик · f5 білий король · g5 чорний хрестик · h5 чорний король · g4 чорний хрестик · c2 біла тура | g6 чорний хрестик · f5 білий король · g5 чорний хрестик · h5 чорний король · g4 чорний хрестик · c2 біла тура | g6 чорний хрестик · f5 білий король · g5 чорний хрестик · h5 чорний король · g4 чорний хрестик · c2 біла тура | g6 чорний хрестик · f5 білий король · g5 чорний хрестик · h5 чорний король · g4 чорний хрестик · c2 біла тура | g6 чорний хрестик · f5 білий король · g5 чорний хрестик · h5 чорний король · g4 чорний хрестик · c2 біла тура | g6 чорний хрестик · f5 білий король · g5 чорний хрестик · h5 чорний король · g4 чорний хрестик · c2 біла тура | g6 чорний хрестик · f5 білий король · g5 чорний хрестик · h5 чорний король · g4 чорний хрестик · c2 біла тура | g6 чорний хрестик · f5 білий король · g5 чорний хрестик · h5 чорний король · g4 чорний хрестик · c2 біла тура | 7 |
| 6 | g6 чорний хрестик · f5 білий король · g5 чорний хрестик · h5 чорний король · g4 чорний хрестик · c2 біла тура | g6 чорний хрестик · f5 білий король · g5 чорний хрестик · h5 чорний король · g4 чорний хрестик · c2 біла тура | g6 чорний хрестик · f5 білий король · g5 чорний хрестик · h5 чорний король · g4 чорний хрестик · c2 біла тура | g6 чорний хрестик · f5 білий король · g5 чорний хрестик · h5 чорний король · g4 чорний хрестик · c2 біла тура | g6 чорний хрестик · f5 білий король · g5 чорний хрестик · h5 чорний король · g4 чорний хрестик · c2 біла тура | g6 чорний хрестик · f5 білий король · g5 чорний хрестик · h5 чорний король · g4 чорний хрестик · c2 біла тура | g6 чорний хрестик · f5 білий король · g5 чорний хрестик · h5 чорний король · g4 чорний хрестик · c2 біла тура | g6 чорний хрестик · f5 білий король · g5 чорний хрестик · h5 чорний король · g4 чорний хрестик · c2 біла тура | 6 |
| 5 | g6 чорний хрестик · f5 білий король · g5 чорний хрестик · h5 чорний король · g4 чорний хрестик · c2 біла тура | g6 чорний хрестик · f5 білий король · g5 чорний хрестик · h5 чорний король · g4 чорний хрестик · c2 біла тура | g6 чорний хрестик · f5 білий король · g5 чорний хрестик · h5 чорний король · g4 чорний хрестик · c2 біла тура | g6 чорний хрестик · f5 білий король · g5 чорний хрестик · h5 чорний король · g4 чорний хрестик · c2 біла тура | g6 чорний хрестик · f5 білий король · g5 чорний хрестик · h5 чорний король · g4 чорний хрестик · c2 біла тура | g6 чорний хрестик · f5 білий король · g5 чорний хрестик · h5 чорний король · g4 чорний хрестик · c2 біла тура | g6 чорний хрестик · f5 білий король · g5 чорний хрестик · h5 чорний король · g4 чорний хрестик · c2 біла тура | g6 чорний хрестик · f5 білий король · g5 чорний хрестик · h5 чорний король · g4 чорний хрестик · c2 біла тура | 5 |
| 4 | g6 чорний хрестик · f5 білий король · g5 чорний хрестик · h5 чорний король · g4 чорний хрестик · c2 біла тура | g6 чорний хрестик · f5 білий король · g5 чорний хрестик · h5 чорний король · g4 чорний хрестик · c2 біла тура | g6 чорний хрестик · f5 білий король · g5 чорний хрестик · h5 чорний король · g4 чорний хрестик · c2 біла тура | g6 чорний хрестик · f5 білий король · g5 чорний хрестик · h5 чорний король · g4 чорний хрестик · c2 біла тура | g6 чорний хрестик · f5 білий король · g5 чорний хрестик · h5 чорний король · g4 чорний хрестик · c2 біла тура | g6 чорний хрестик · f5 білий король · g5 чорний хрестик · h5 чорний король · g4 чорний хрестик · c2 біла тура | g6 чорний хрестик · f5 білий король · g5 чорний хрестик · h5 чорний король · g4 чорний хрестик · c2 біла тура | g6 чорний хрестик · f5 білий король · g5 чорний хрестик · h5 чорний король · g4 чорний хрестик · c2 біла тура | 4 |
| 3 | g6 чорний хрестик · f5 білий король · g5 чорний хрестик · h5 чорний король · g4 чорний хрестик · c2 біла тура | g6 чорний хрестик · f5 білий король · g5 чорний хрестик · h5 чорний король · g4 чорний хрестик · c2 біла тура | g6 чорний хрестик · f5 білий король · g5 чорний хрестик · h5 чорний король · g4 чорний хрестик · c2 біла тура | g6 чорний хрестик · f5 білий король · g5 чорний хрестик · h5 чорний король · g4 чорний хрестик · c2 біла тура | g6 чорний хрестик · f5 білий король · g5 чорний хрестик · h5 чорний король · g4 чорний хрестик · c2 біла тура | g6 чорний хрестик · f5 білий король · g5 чорний хрестик · h5 чорний король · g4 чорний хрестик · c2 біла тура | g6 чорний хрестик · f5 білий король · g5 чорний хрестик · h5 чорний король · g4 чорний хрестик · c2 біла тура | g6 чорний хрестик · f5 білий король · g5 чорний хрестик · h5 чорний король · g4 чорний хрестик · c2 біла тура | 3 |
| 2 | g6 чорний хрестик · f5 білий король · g5 чорний хрестик · h5 чорний король · g4 чорний хрестик · c2 біла тура | g6 чорний хрестик · f5 білий король · g5 чорний хрестик · h5 чорний король · g4 чорний хрестик · c2 біла тура | g6 чорний хрестик · f5 білий король · g5 чорний хрестик · h5 чорний король · g4 чорний хрестик · c2 біла тура | g6 чорний хрестик · f5 білий король · g5 чорний хрестик · h5 чорний король · g4 чорний хрестик · c2 біла тура | g6 чорний хрестик · f5 білий король · g5 чорний хрестик · h5 чорний король · g4 чорний хрестик · c2 біла тура | g6 чорний хрестик · f5 білий король · g5 чорний хрестик · h5 чорний король · g4 чорний хрестик · c2 біла тура | g6 чорний хрестик · f5 білий король · g5 чорний хрестик · h5 чорний король · g4 чорний хрестик · c2 біла тура | g6 чорний хрестик · f5 білий король · g5 чорний хрестик · h5 чорний король · g4 чорний хрестик · c2 біла тура | 2 |
| 1 | g6 чорний хрестик · f5 білий король · g5 чорний хрестик · h5 чорний король · g4 чорний хрестик · c2 біла тура | g6 чорний хрестик · f5 білий король · g5 чорний хрестик · h5 чорний король · g4 чорний хрестик · c2 біла тура | g6 чорний хрестик · f5 білий король · g5 чорний хрестик · h5 чорний король · g4 чорний хрестик · c2 біла тура | g6 чорний хрестик · f5 білий король · g5 чорний хрестик · h5 чорний король · g4 чорний хрестик · c2 біла тура | g6 чорний хрестик · f5 білий король · g5 чорний хрестик · h5 чорний король · g4 чорний хрестик · c2 біла тура | g6 чорний хрестик · f5 білий король · g5 чорний хрестик · h5 чорний король · g4 чорний хрестик · c2 біла тура | g6 чорний хрестик · f5 білий король · g5 чорний хрестик · h5 чорний король · g4 чорний хрестик · c2 біла тура | g6 чорний хрестик · f5 білий король · g5 чорний хрестик · h5 чорний король · g4 чорний хрестик · c2 біла тура | 1 |
|   | a | b | c | d | e | f | g | h |   |

|   | a | b | c | d | e | f | g | h |   |
| 8 | f8 чорна тура · h7 чорний ферзь · g6 білий кінь · c5 чорний хрестик · d5 чорний хрестик · e5 чорний хрестик · b4 білий пішак · c4 чорний хрестик · d4 чорний король · e4 чорний хрестик · c3 чорний хрестик · d3 чорний хрестик · e3 чорний хрестик · f3 білий ферзь · a2 білий слон · f2 білий кружок · g2 білий кружок · h2 чорний хрестик · d1 біла тура · f1 білий кружок · g1 білий король · h1 чорний хрестик | f8 чорна тура · h7 чорний ферзь · g6 білий кінь · c5 чорний хрестик · d5 чорний хрестик · e5 чорний хрестик · b4 білий пішак · c4 чорний хрестик · d4 чорний король · e4 чорний хрестик · c3 чорний хрестик · d3 чорний хрестик · e3 чорний хрестик · f3 білий ферзь · a2 білий слон · f2 білий кружок · g2 білий кружок · h2 чорний хрестик · d1 біла тура · f1 білий кружок · g1 білий король · h1 чорний хрестик | f8 чорна тура · h7 чорний ферзь · g6 білий кінь · c5 чорний хрестик · d5 чорний хрестик · e5 чорний хрестик · b4 білий пішак · c4 чорний хрестик · d4 чорний король · e4 чорний хрестик · c3 чорний хрестик · d3 чорний хрестик · e3 чорний хрестик · f3 білий ферзь · a2 білий слон · f2 білий кружок · g2 білий кружок · h2 чорний хрестик · d1 біла тура · f1 білий кружок · g1 білий король · h1 чорний хрестик | f8 чорна тура · h7 чорний ферзь · g6 білий кінь · c5 чорний хрестик · d5 чорний хрестик · e5 чорний хрестик · b4 білий пішак · c4 чорний хрестик · d4 чорний король · e4 чорний хрестик · c3 чорний хрестик · d3 чорний хрестик · e3 чорний хрестик · f3 білий ферзь · a2 білий слон · f2 білий кружок · g2 білий кружок · h2 чорний хрестик · d1 біла тура · f1 білий кружок · g1 білий король · h1 чорний хрестик | f8 чорна тура · h7 чорний ферзь · g6 білий кінь · c5 чорний хрестик · d5 чорний хрестик · e5 чорний хрестик · b4 білий пішак · c4 чорний хрестик · d4 чорний король · e4 чорний хрестик · c3 чорний хрестик · d3 чорний хрестик · e3 чорний хрестик · f3 білий ферзь · a2 білий слон · f2 білий кружок · g2 білий кружок · h2 чорний хрестик · d1 біла тура · f1 білий кружок · g1 білий король · h1 чорний хрестик | f8 чорна тура · h7 чорний ферзь · g6 білий кінь · c5 чорний хрестик · d5 чорний хрестик · e5 чорний хрестик · b4 білий пішак · c4 чорний хрестик · d4 чорний король · e4 чорний хрестик · c3 чорний хрестик · d3 чорний хрестик · e3 чорний хрестик · f3 білий ферзь · a2 білий слон · f2 білий кружок · g2 білий кружок · h2 чорний хрестик · d1 біла тура · f1 білий кружок · g1 білий король · h1 чорний хрестик | f8 чорна тура · h7 чорний ферзь · g6 білий кінь · c5 чорний хрестик · d5 чорний хрестик · e5 чорний хрестик · b4 білий пішак · c4 чорний хрестик · d4 чорний король · e4 чорний хрестик · c3 чорний хрестик · d3 чорний хрестик · e3 чорний хрестик · f3 білий ферзь · a2 білий слон · f2 білий кружок · g2 білий кружок · h2 чорний хрестик · d1 біла тура · f1 білий кружок · g1 білий король · h1 чорний хрестик | f8 чорна тура · h7 чорний ферзь · g6 білий кінь · c5 чорний хрестик · d5 чорний хрестик · e5 чорний хрестик · b4 білий пішак · c4 чорний хрестик · d4 чорний король · e4 чорний хрестик · c3 чорний хрестик · d3 чорний хрестик · e3 чорний хрестик · f3 білий ферзь · a2 білий слон · f2 білий кружок · g2 білий кружок · h2 чорний хрестик · d1 біла тура · f1 білий кружок · g1 білий король · h1 чорний хрестик | 8 |
| 7 | f8 чорна тура · h7 чорний ферзь · g6 білий кінь · c5 чорний хрестик · d5 чорний хрестик · e5 чорний хрестик · b4 білий пішак · c4 чорний хрестик · d4 чорний король · e4 чорний хрестик · c3 чорний хрестик · d3 чорний хрестик · e3 чорний хрестик · f3 білий ферзь · a2 білий слон · f2 білий кружок · g2 білий кружок · h2 чорний хрестик · d1 біла тура · f1 білий кружок · g1 білий король · h1 чорний хрестик | f8 чорна тура · h7 чорний ферзь · g6 білий кінь · c5 чорний хрестик · d5 чорний хрестик · e5 чорний хрестик · b4 білий пішак · c4 чорний хрестик · d4 чорний король · e4 чорний хрестик · c3 чорний хрестик · d3 чорний хрестик · e3 чорний хрестик · f3 білий ферзь · a2 білий слон · f2 білий кружок · g2 білий кружок · h2 чорний хрестик · d1 біла тура · f1 білий кружок · g1 білий король · h1 чорний хрестик | f8 чорна тура · h7 чорний ферзь · g6 білий кінь · c5 чорний хрестик · d5 чорний хрестик · e5 чорний хрестик · b4 білий пішак · c4 чорний хрестик · d4 чорний король · e4 чорний хрестик · c3 чорний хрестик · d3 чорний хрестик · e3 чорний хрестик · f3 білий ферзь · a2 білий слон · f2 білий кружок · g2 білий кружок · h2 чорний хрестик · d1 біла тура · f1 білий кружок · g1 білий король · h1 чорний хрестик | f8 чорна тура · h7 чорний ферзь · g6 білий кінь · c5 чорний хрестик · d5 чорний хрестик · e5 чорний хрестик · b4 білий пішак · c4 чорний хрестик · d4 чорний король · e4 чорний хрестик · c3 чорний хрестик · d3 чорний хрестик · e3 чорний хрестик · f3 білий ферзь · a2 білий слон · f2 білий кружок · g2 білий кружок · h2 чорний хрестик · d1 біла тура · f1 білий кружок · g1 білий король · h1 чорний хрестик | f8 чорна тура · h7 чорний ферзь · g6 білий кінь · c5 чорний хрестик · d5 чорний хрестик · e5 чорний хрестик · b4 білий пішак · c4 чорний хрестик · d4 чорний король · e4 чорний хрестик · c3 чорний хрестик · d3 чорний хрестик · e3 чорний хрестик · f3 білий ферзь · a2 білий слон · f2 білий кружок · g2 білий кружок · h2 чорний хрестик · d1 біла тура · f1 білий кружок · g1 білий король · h1 чорний хрестик | f8 чорна тура · h7 чорний ферзь · g6 білий кінь · c5 чорний хрестик · d5 чорний хрестик · e5 чорний хрестик · b4 білий пішак · c4 чорний хрестик · d4 чорний король · e4 чорний хрестик · c3 чорний хрестик · d3 чорний хрестик · e3 чорний хрестик · f3 білий ферзь · a2 білий слон · f2 білий кружок · g2 білий кружок · h2 чорний хрестик · d1 біла тура · f1 білий кружок · g1 білий король · h1 чорний хрестик | f8 чорна тура · h7 чорний ферзь · g6 білий кінь · c5 чорний хрестик · d5 чорний хрестик · e5 чорний хрестик · b4 білий пішак · c4 чорний хрестик · d4 чорний король · e4 чорний хрестик · c3 чорний хрестик · d3 чорний хрестик · e3 чорний хрестик · f3 білий ферзь · a2 білий слон · f2 білий кружок · g2 білий кружок · h2 чорний хрестик · d1 біла тура · f1 білий кружок · g1 білий король · h1 чорний хрестик | f8 чорна тура · h7 чорний ферзь · g6 білий кінь · c5 чорний хрестик · d5 чорний хрестик · e5 чорний хрестик · b4 білий пішак · c4 чорний хрестик · d4 чорний король · e4 чорний хрестик · c3 чорний хрестик · d3 чорний хрестик · e3 чорний хрестик · f3 білий ферзь · a2 білий слон · f2 білий кружок · g2 білий кружок · h2 чорний хрестик · d1 біла тура · f1 білий кружок · g1 білий король · h1 чорний хрестик | 7 |
| 6 | f8 чорна тура · h7 чорний ферзь · g6 білий кінь · c5 чорний хрестик · d5 чорний хрестик · e5 чорний хрестик · b4 білий пішак · c4 чорний хрестик · d4 чорний король · e4 чорний хрестик · c3 чорний хрестик · d3 чорний хрестик · e3 чорний хрестик · f3 білий ферзь · a2 білий слон · f2 білий кружок · g2 білий кружок · h2 чорний хрестик · d1 біла тура · f1 білий кружок · g1 білий король · h1 чорний хрестик | f8 чорна тура · h7 чорний ферзь · g6 білий кінь · c5 чорний хрестик · d5 чорний хрестик · e5 чорний хрестик · b4 білий пішак · c4 чорний хрестик · d4 чорний король · e4 чорний хрестик · c3 чорний хрестик · d3 чорний хрестик · e3 чорний хрестик · f3 білий ферзь · a2 білий слон · f2 білий кружок · g2 білий кружок · h2 чорний хрестик · d1 біла тура · f1 білий кружок · g1 білий король · h1 чорний хрестик | f8 чорна тура · h7 чорний ферзь · g6 білий кінь · c5 чорний хрестик · d5 чорний хрестик · e5 чорний хрестик · b4 білий пішак · c4 чорний хрестик · d4 чорний король · e4 чорний хрестик · c3 чорний хрестик · d3 чорний хрестик · e3 чорний хрестик · f3 білий ферзь · a2 білий слон · f2 білий кружок · g2 білий кружок · h2 чорний хрестик · d1 біла тура · f1 білий кружок · g1 білий король · h1 чорний хрестик | f8 чорна тура · h7 чорний ферзь · g6 білий кінь · c5 чорний хрестик · d5 чорний хрестик · e5 чорний хрестик · b4 білий пішак · c4 чорний хрестик · d4 чорний король · e4 чорний хрестик · c3 чорний хрестик · d3 чорний хрестик · e3 чорний хрестик · f3 білий ферзь · a2 білий слон · f2 білий кружок · g2 білий кружок · h2 чорний хрестик · d1 біла тура · f1 білий кружок · g1 білий король · h1 чорний хрестик | f8 чорна тура · h7 чорний ферзь · g6 білий кінь · c5 чорний хрестик · d5 чорний хрестик · e5 чорний хрестик · b4 білий пішак · c4 чорний хрестик · d4 чорний король · e4 чорний хрестик · c3 чорний хрестик · d3 чорний хрестик · e3 чорний хрестик · f3 білий ферзь · a2 білий слон · f2 білий кружок · g2 білий кружок · h2 чорний хрестик · d1 біла тура · f1 білий кружок · g1 білий король · h1 чорний хрестик | f8 чорна тура · h7 чорний ферзь · g6 білий кінь · c5 чорний хрестик · d5 чорний хрестик · e5 чорний хрестик · b4 білий пішак · c4 чорний хрестик · d4 чорний король · e4 чорний хрестик · c3 чорний хрестик · d3 чорний хрестик · e3 чорний хрестик · f3 білий ферзь · a2 білий слон · f2 білий кружок · g2 білий кружок · h2 чорний хрестик · d1 біла тура · f1 білий кружок · g1 білий король · h1 чорний хрестик | f8 чорна тура · h7 чорний ферзь · g6 білий кінь · c5 чорний хрестик · d5 чорний хрестик · e5 чорний хрестик · b4 білий пішак · c4 чорний хрестик · d4 чорний король · e4 чорний хрестик · c3 чорний хрестик · d3 чорний хрестик · e3 чорний хрестик · f3 білий ферзь · a2 білий слон · f2 білий кружок · g2 білий кружок · h2 чорний хрестик · d1 біла тура · f1 білий кружок · g1 білий король · h1 чорний хрестик | f8 чорна тура · h7 чорний ферзь · g6 білий кінь · c5 чорний хрестик · d5 чорний хрестик · e5 чорний хрестик · b4 білий пішак · c4 чорний хрестик · d4 чорний король · e4 чорний хрестик · c3 чорний хрестик · d3 чорний хрестик · e3 чорний хрестик · f3 білий ферзь · a2 білий слон · f2 білий кружок · g2 білий кружок · h2 чорний хрестик · d1 біла тура · f1 білий кружок · g1 білий король · h1 чорний хрестик | 6 |
| 5 | f8 чорна тура · h7 чорний ферзь · g6 білий кінь · c5 чорний хрестик · d5 чорний хрестик · e5 чорний хрестик · b4 білий пішак · c4 чорний хрестик · d4 чорний король · e4 чорний хрестик · c3 чорний хрестик · d3 чорний хрестик · e3 чорний хрестик · f3 білий ферзь · a2 білий слон · f2 білий кружок · g2 білий кружок · h2 чорний хрестик · d1 біла тура · f1 білий кружок · g1 білий король · h1 чорний хрестик | f8 чорна тура · h7 чорний ферзь · g6 білий кінь · c5 чорний хрестик · d5 чорний хрестик · e5 чорний хрестик · b4 білий пішак · c4 чорний хрестик · d4 чорний король · e4 чорний хрестик · c3 чорний хрестик · d3 чорний хрестик · e3 чорний хрестик · f3 білий ферзь · a2 білий слон · f2 білий кружок · g2 білий кружок · h2 чорний хрестик · d1 біла тура · f1 білий кружок · g1 білий король · h1 чорний хрестик | f8 чорна тура · h7 чорний ферзь · g6 білий кінь · c5 чорний хрестик · d5 чорний хрестик · e5 чорний хрестик · b4 білий пішак · c4 чорний хрестик · d4 чорний король · e4 чорний хрестик · c3 чорний хрестик · d3 чорний хрестик · e3 чорний хрестик · f3 білий ферзь · a2 білий слон · f2 білий кружок · g2 білий кружок · h2 чорний хрестик · d1 біла тура · f1 білий кружок · g1 білий король · h1 чорний хрестик | f8 чорна тура · h7 чорний ферзь · g6 білий кінь · c5 чорний хрестик · d5 чорний хрестик · e5 чорний хрестик · b4 білий пішак · c4 чорний хрестик · d4 чорний король · e4 чорний хрестик · c3 чорний хрестик · d3 чорний хрестик · e3 чорний хрестик · f3 білий ферзь · a2 білий слон · f2 білий кружок · g2 білий кружок · h2 чорний хрестик · d1 біла тура · f1 білий кружок · g1 білий король · h1 чорний хрестик | f8 чорна тура · h7 чорний ферзь · g6 білий кінь · c5 чорний хрестик · d5 чорний хрестик · e5 чорний хрестик · b4 білий пішак · c4 чорний хрестик · d4 чорний король · e4 чорний хрестик · c3 чорний хрестик · d3 чорний хрестик · e3 чорний хрестик · f3 білий ферзь · a2 білий слон · f2 білий кружок · g2 білий кружок · h2 чорний хрестик · d1 біла тура · f1 білий кружок · g1 білий король · h1 чорний хрестик | f8 чорна тура · h7 чорний ферзь · g6 білий кінь · c5 чорний хрестик · d5 чорний хрестик · e5 чорний хрестик · b4 білий пішак · c4 чорний хрестик · d4 чорний король · e4 чорний хрестик · c3 чорний хрестик · d3 чорний хрестик · e3 чорний хрестик · f3 білий ферзь · a2 білий слон · f2 білий кружок · g2 білий кружок · h2 чорний хрестик · d1 біла тура · f1 білий кружок · g1 білий король · h1 чорний хрестик | f8 чорна тура · h7 чорний ферзь · g6 білий кінь · c5 чорний хрестик · d5 чорний хрестик · e5 чорний хрестик · b4 білий пішак · c4 чорний хрестик · d4 чорний король · e4 чорний хрестик · c3 чорний хрестик · d3 чорний хрестик · e3 чорний хрестик · f3 білий ферзь · a2 білий слон · f2 білий кружок · g2 білий кружок · h2 чорний хрестик · d1 біла тура · f1 білий кружок · g1 білий король · h1 чорний хрестик | f8 чорна тура · h7 чорний ферзь · g6 білий кінь · c5 чорний хрестик · d5 чорний хрестик · e5 чорний хрестик · b4 білий пішак · c4 чорний хрестик · d4 чорний король · e4 чорний хрестик · c3 чорний хрестик · d3 чорний хрестик · e3 чорний хрестик · f3 білий ферзь · a2 білий слон · f2 білий кружок · g2 білий кружок · h2 чорний хрестик · d1 біла тура · f1 білий кружок · g1 білий король · h1 чорний хрестик | 5 |
| 4 | f8 чорна тура · h7 чорний ферзь · g6 білий кінь · c5 чорний хрестик · d5 чорний хрестик · e5 чорний хрестик · b4 білий пішак · c4 чорний хрестик · d4 чорний король · e4 чорний хрестик · c3 чорний хрестик · d3 чорний хрестик · e3 чорний хрестик · f3 білий ферзь · a2 білий слон · f2 білий кружок · g2 білий кружок · h2 чорний хрестик · d1 біла тура · f1 білий кружок · g1 білий король · h1 чорний хрестик | f8 чорна тура · h7 чорний ферзь · g6 білий кінь · c5 чорний хрестик · d5 чорний хрестик · e5 чорний хрестик · b4 білий пішак · c4 чорний хрестик · d4 чорний король · e4 чорний хрестик · c3 чорний хрестик · d3 чорний хрестик · e3 чорний хрестик · f3 білий ферзь · a2 білий слон · f2 білий кружок · g2 білий кружок · h2 чорний хрестик · d1 біла тура · f1 білий кружок · g1 білий король · h1 чорний хрестик | f8 чорна тура · h7 чорний ферзь · g6 білий кінь · c5 чорний хрестик · d5 чорний хрестик · e5 чорний хрестик · b4 білий пішак · c4 чорний хрестик · d4 чорний король · e4 чорний хрестик · c3 чорний хрестик · d3 чорний хрестик · e3 чорний хрестик · f3 білий ферзь · a2 білий слон · f2 білий кружок · g2 білий кружок · h2 чорний хрестик · d1 біла тура · f1 білий кружок · g1 білий король · h1 чорний хрестик | f8 чорна тура · h7 чорний ферзь · g6 білий кінь · c5 чорний хрестик · d5 чорний хрестик · e5 чорний хрестик · b4 білий пішак · c4 чорний хрестик · d4 чорний король · e4 чорний хрестик · c3 чорний хрестик · d3 чорний хрестик · e3 чорний хрестик · f3 білий ферзь · a2 білий слон · f2 білий кружок · g2 білий кружок · h2 чорний хрестик · d1 біла тура · f1 білий кружок · g1 білий король · h1 чорний хрестик | f8 чорна тура · h7 чорний ферзь · g6 білий кінь · c5 чорний хрестик · d5 чорний хрестик · e5 чорний хрестик · b4 білий пішак · c4 чорний хрестик · d4 чорний король · e4 чорний хрестик · c3 чорний хрестик · d3 чорний хрестик · e3 чорний хрестик · f3 білий ферзь · a2 білий слон · f2 білий кружок · g2 білий кружок · h2 чорний хрестик · d1 біла тура · f1 білий кружок · g1 білий король · h1 чорний хрестик | f8 чорна тура · h7 чорний ферзь · g6 білий кінь · c5 чорний хрестик · d5 чорний хрестик · e5 чорний хрестик · b4 білий пішак · c4 чорний хрестик · d4 чорний король · e4 чорний хрестик · c3 чорний хрестик · d3 чорний хрестик · e3 чорний хрестик · f3 білий ферзь · a2 білий слон · f2 білий кружок · g2 білий кружок · h2 чорний хрестик · d1 біла тура · f1 білий кружок · g1 білий король · h1 чорний хрестик | f8 чорна тура · h7 чорний ферзь · g6 білий кінь · c5 чорний хрестик · d5 чорний хрестик · e5 чорний хрестик · b4 білий пішак · c4 чорний хрестик · d4 чорний король · e4 чорний хрестик · c3 чорний хрестик · d3 чорний хрестик · e3 чорний хрестик · f3 білий ферзь · a2 білий слон · f2 білий кружок · g2 білий кружок · h2 чорний хрестик · d1 біла тура · f1 білий кружок · g1 білий король · h1 чорний хрестик | f8 чорна тура · h7 чорний ферзь · g6 білий кінь · c5 чорний хрестик · d5 чорний хрестик · e5 чорний хрестик · b4 білий пішак · c4 чорний хрестик · d4 чорний король · e4 чорний хрестик · c3 чорний хрестик · d3 чорний хрестик · e3 чорний хрестик · f3 білий ферзь · a2 білий слон · f2 білий кружок · g2 білий кружок · h2 чорний хрестик · d1 біла тура · f1 білий кружок · g1 білий король · h1 чорний хрестик | 4 |
| 3 | f8 чорна тура · h7 чорний ферзь · g6 білий кінь · c5 чорний хрестик · d5 чорний хрестик · e5 чорний хрестик · b4 білий пішак · c4 чорний хрестик · d4 чорний король · e4 чорний хрестик · c3 чорний хрестик · d3 чорний хрестик · e3 чорний хрестик · f3 білий ферзь · a2 білий слон · f2 білий кружок · g2 білий кружок · h2 чорний хрестик · d1 біла тура · f1 білий кружок · g1 білий король · h1 чорний хрестик | f8 чорна тура · h7 чорний ферзь · g6 білий кінь · c5 чорний хрестик · d5 чорний хрестик · e5 чорний хрестик · b4 білий пішак · c4 чорний хрестик · d4 чорний король · e4 чорний хрестик · c3 чорний хрестик · d3 чорний хрестик · e3 чорний хрестик · f3 білий ферзь · a2 білий слон · f2 білий кружок · g2 білий кружок · h2 чорний хрестик · d1 біла тура · f1 білий кружок · g1 білий король · h1 чорний хрестик | f8 чорна тура · h7 чорний ферзь · g6 білий кінь · c5 чорний хрестик · d5 чорний хрестик · e5 чорний хрестик · b4 білий пішак · c4 чорний хрестик · d4 чорний король · e4 чорний хрестик · c3 чорний хрестик · d3 чорний хрестик · e3 чорний хрестик · f3 білий ферзь · a2 білий слон · f2 білий кружок · g2 білий кружок · h2 чорний хрестик · d1 біла тура · f1 білий кружок · g1 білий король · h1 чорний хрестик | f8 чорна тура · h7 чорний ферзь · g6 білий кінь · c5 чорний хрестик · d5 чорний хрестик · e5 чорний хрестик · b4 білий пішак · c4 чорний хрестик · d4 чорний король · e4 чорний хрестик · c3 чорний хрестик · d3 чорний хрестик · e3 чорний хрестик · f3 білий ферзь · a2 білий слон · f2 білий кружок · g2 білий кружок · h2 чорний хрестик · d1 біла тура · f1 білий кружок · g1 білий король · h1 чорний хрестик | f8 чорна тура · h7 чорний ферзь · g6 білий кінь · c5 чорний хрестик · d5 чорний хрестик · e5 чорний хрестик · b4 білий пішак · c4 чорний хрестик · d4 чорний король · e4 чорний хрестик · c3 чорний хрестик · d3 чорний хрестик · e3 чорний хрестик · f3 білий ферзь · a2 білий слон · f2 білий кружок · g2 білий кружок · h2 чорний хрестик · d1 біла тура · f1 білий кружок · g1 білий король · h1 чорний хрестик | f8 чорна тура · h7 чорний ферзь · g6 білий кінь · c5 чорний хрестик · d5 чорний хрестик · e5 чорний хрестик · b4 білий пішак · c4 чорний хрестик · d4 чорний король · e4 чорний хрестик · c3 чорний хрестик · d3 чорний хрестик · e3 чорний хрестик · f3 білий ферзь · a2 білий слон · f2 білий кружок · g2 білий кружок · h2 чорний хрестик · d1 біла тура · f1 білий кружок · g1 білий король · h1 чорний хрестик | f8 чорна тура · h7 чорний ферзь · g6 білий кінь · c5 чорний хрестик · d5 чорний хрестик · e5 чорний хрестик · b4 білий пішак · c4 чорний хрестик · d4 чорний король · e4 чорний хрестик · c3 чорний хрестик · d3 чорний хрестик · e3 чорний хрестик · f3 білий ферзь · a2 білий слон · f2 білий кружок · g2 білий кружок · h2 чорний хрестик · d1 біла тура · f1 білий кружок · g1 білий король · h1 чорний хрестик | f8 чорна тура · h7 чорний ферзь · g6 білий кінь · c5 чорний хрестик · d5 чорний хрестик · e5 чорний хрестик · b4 білий пішак · c4 чорний хрестик · d4 чорний король · e4 чорний хрестик · c3 чорний хрестик · d3 чорний хрестик · e3 чорний хрестик · f3 білий ферзь · a2 білий слон · f2 білий кружок · g2 білий кружок · h2 чорний хрестик · d1 біла тура · f1 білий кружок · g1 білий король · h1 чорний хрестик | 3 |
| 2 | f8 чорна тура · h7 чорний ферзь · g6 білий кінь · c5 чорний хрестик · d5 чорний хрестик · e5 чорний хрестик · b4 білий пішак · c4 чорний хрестик · d4 чорний король · e4 чорний хрестик · c3 чорний хрестик · d3 чорний хрестик · e3 чорний хрестик · f3 білий ферзь · a2 білий слон · f2 білий кружок · g2 білий кружок · h2 чорний хрестик · d1 біла тура · f1 білий кружок · g1 білий король · h1 чорний хрестик | f8 чорна тура · h7 чорний ферзь · g6 білий кінь · c5 чорний хрестик · d5 чорний хрестик · e5 чорний хрестик · b4 білий пішак · c4 чорний хрестик · d4 чорний король · e4 чорний хрестик · c3 чорний хрестик · d3 чорний хрестик · e3 чорний хрестик · f3 білий ферзь · a2 білий слон · f2 білий кружок · g2 білий кружок · h2 чорний хрестик · d1 біла тура · f1 білий кружок · g1 білий король · h1 чорний хрестик | f8 чорна тура · h7 чорний ферзь · g6 білий кінь · c5 чорний хрестик · d5 чорний хрестик · e5 чорний хрестик · b4 білий пішак · c4 чорний хрестик · d4 чорний король · e4 чорний хрестик · c3 чорний хрестик · d3 чорний хрестик · e3 чорний хрестик · f3 білий ферзь · a2 білий слон · f2 білий кружок · g2 білий кружок · h2 чорний хрестик · d1 біла тура · f1 білий кружок · g1 білий король · h1 чорний хрестик | f8 чорна тура · h7 чорний ферзь · g6 білий кінь · c5 чорний хрестик · d5 чорний хрестик · e5 чорний хрестик · b4 білий пішак · c4 чорний хрестик · d4 чорний король · e4 чорний хрестик · c3 чорний хрестик · d3 чорний хрестик · e3 чорний хрестик · f3 білий ферзь · a2 білий слон · f2 білий кружок · g2 білий кружок · h2 чорний хрестик · d1 біла тура · f1 білий кружок · g1 білий король · h1 чорний хрестик | f8 чорна тура · h7 чорний ферзь · g6 білий кінь · c5 чорний хрестик · d5 чорний хрестик · e5 чорний хрестик · b4 білий пішак · c4 чорний хрестик · d4 чорний король · e4 чорний хрестик · c3 чорний хрестик · d3 чорний хрестик · e3 чорний хрестик · f3 білий ферзь · a2 білий слон · f2 білий кружок · g2 білий кружок · h2 чорний хрестик · d1 біла тура · f1 білий кружок · g1 білий король · h1 чорний хрестик | f8 чорна тура · h7 чорний ферзь · g6 білий кінь · c5 чорний хрестик · d5 чорний хрестик · e5 чорний хрестик · b4 білий пішак · c4 чорний хрестик · d4 чорний король · e4 чорний хрестик · c3 чорний хрестик · d3 чорний хрестик · e3 чорний хрестик · f3 білий ферзь · a2 білий слон · f2 білий кружок · g2 білий кружок · h2 чорний хрестик · d1 біла тура · f1 білий кружок · g1 білий король · h1 чорний хрестик | f8 чорна тура · h7 чорний ферзь · g6 білий кінь · c5 чорний хрестик · d5 чорний хрестик · e5 чорний хрестик · b4 білий пішак · c4 чорний хрестик · d4 чорний король · e4 чорний хрестик · c3 чорний хрестик · d3 чорний хрестик · e3 чорний хрестик · f3 білий ферзь · a2 білий слон · f2 білий кружок · g2 білий кружок · h2 чорний хрестик · d1 біла тура · f1 білий кружок · g1 білий король · h1 чорний хрестик | f8 чорна тура · h7 чорний ферзь · g6 білий кінь · c5 чорний хрестик · d5 чорний хрестик · e5 чорний хрестик · b4 білий пішак · c4 чорний хрестик · d4 чорний король · e4 чорний хрестик · c3 чорний хрестик · d3 чорний хрестик · e3 чорний хрестик · f3 білий ферзь · a2 білий слон · f2 білий кружок · g2 білий кружок · h2 чорний хрестик · d1 біла тура · f1 білий кружок · g1 білий король · h1 чорний хрестик | 2 |
| 1 | f8 чорна тура · h7 чорний ферзь · g6 білий кінь · c5 чорний хрестик · d5 чорний хрестик · e5 чорний хрестик · b4 білий пішак · c4 чорний хрестик · d4 чорний король · e4 чорний хрестик · c3 чорний хрестик · d3 чорний хрестик · e3 чорний хрестик · f3 білий ферзь · a2 білий слон · f2 білий кружок · g2 білий кружок · h2 чорний хрестик · d1 біла тура · f1 білий кружок · g1 білий король · h1 чорний хрестик | f8 чорна тура · h7 чорний ферзь · g6 білий кінь · c5 чорний хрестик · d5 чорний хрестик · e5 чорний хрестик · b4 білий пішак · c4 чорний хрестик · d4 чорний король · e4 чорний хрестик · c3 чорний хрестик · d3 чорний хрестик · e3 чорний хрестик · f3 білий ферзь · a2 білий слон · f2 білий кружок · g2 білий кружок · h2 чорний хрестик · d1 біла тура · f1 білий кружок · g1 білий король · h1 чорний хрестик | f8 чорна тура · h7 чорний ферзь · g6 білий кінь · c5 чорний хрестик · d5 чорний хрестик · e5 чорний хрестик · b4 білий пішак · c4 чорний хрестик · d4 чорний король · e4 чорний хрестик · c3 чорний хрестик · d3 чорний хрестик · e3 чорний хрестик · f3 білий ферзь · a2 білий слон · f2 білий кружок · g2 білий кружок · h2 чорний хрестик · d1 біла тура · f1 білий кружок · g1 білий король · h1 чорний хрестик | f8 чорна тура · h7 чорний ферзь · g6 білий кінь · c5 чорний хрестик · d5 чорний хрестик · e5 чорний хрестик · b4 білий пішак · c4 чорний хрестик · d4 чорний король · e4 чорний хрестик · c3 чорний хрестик · d3 чорний хрестик · e3 чорний хрестик · f3 білий ферзь · a2 білий слон · f2 білий кружок · g2 білий кружок · h2 чорний хрестик · d1 біла тура · f1 білий кружок · g1 білий король · h1 чорний хрестик | f8 чорна тура · h7 чорний ферзь · g6 білий кінь · c5 чорний хрестик · d5 чорний хрестик · e5 чорний хрестик · b4 білий пішак · c4 чорний хрестик · d4 чорний король · e4 чорний хрестик · c3 чорний хрестик · d3 чорний хрестик · e3 чорний хрестик · f3 білий ферзь · a2 білий слон · f2 білий кружок · g2 білий кружок · h2 чорний хрестик · d1 біла тура · f1 білий кружок · g1 білий король · h1 чорний хрестик | f8 чорна тура · h7 чорний ферзь · g6 білий кінь · c5 чорний хрестик · d5 чорний хрестик · e5 чорний хрестик · b4 білий пішак · c4 чорний хрестик · d4 чорний король · e4 чорний хрестик · c3 чорний хрестик · d3 чорний хрестик · e3 чорний хрестик · f3 білий ферзь · a2 білий слон · f2 білий кружок · g2 білий кружок · h2 чорний хрестик · d1 біла тура · f1 білий кружок · g1 білий король · h1 чорний хрестик | f8 чорна тура · h7 чорний ферзь · g6 білий кінь · c5 чорний хрестик · d5 чорний хрестик · e5 чорний хрестик · b4 білий пішак · c4 чорний хрестик · d4 чорний король · e4 чорний хрестик · c3 чорний хрестик · d3 чорний хрестик · e3 чорний хрестик · f3 білий ферзь · a2 білий слон · f2 білий кружок · g2 білий кружок · h2 чорний хрестик · d1 біла тура · f1 білий кружок · g1 білий король · h1 чорний хрестик | f8 чорна тура · h7 чорний ферзь · g6 білий кінь · c5 чорний хрестик · d5 чорний хрестик · e5 чорний хрестик · b4 білий пішак · c4 чорний хрестик · d4 чорний король · e4 чорний хрестик · c3 чорний хрестик · d3 чорний хрестик · e3 чорний хрестик · f3 білий ферзь · a2 білий слон · f2 білий кружок · g2 білий кружок · h2 чорний хрестик · d1 біла тура · f1 білий кружок · g1 білий король · h1 чорний хрестик | 1 |
|   | a | b | c | d | e | f | g | h |   |

### Рокіровка
Разом із турою король може зробити спеціальний хід, що називається рокіровка, в якій король рухається на дві клітинки в сторону тури, а тура тоді ставиться на клітинку, яку король пройшов. Рокіровка дозволяється лише тоді, коли ні король, ні тура раніше не робили ходів, жодна клітинка між ними не зайнята фігурою, коли король не під шахом і коли король не пройде чи не залишиться під час рокіровки жодної атакованої клітинки фігурою суперника.

## Статус в партіях

### Шах і мат
Атака короля називається шахом, який часто оголошується вголос гравцем, що здійснив атаку. Згідно правил шахів, інший гравець, королю якого оголошено шах, своїм наступним ходом зобов'язаний вивести короля з-під атаки, що можна зробити трьома способами:
- Зробити хід королем (зокрема, зі взяттям фігури суперника, навіть якщо вона і поставила шах) на сусіднє поле так, щоб на новій клітинці він не був атакований. Втікаючи з-під шаху король не може робити рокіровку.
- Закритися іншою фігурою, поставивши її на шляху нападу[a];
- Взяти фігуру суперника, що атакує, своєю фігурою, при цьому король не має потрапляти під інший шах.

Якщо вийти з-під шаху неможливо, оголошується мат, і гравець, який його поставив, вважається переможцем.

### Пат
Пат може виникнути тоді, коли для гравця, що ходить:
- немає дозволених ходів, і
- його король не під шахом.

Якщо таке трапляється, кажуть, що король запатований і гра закінчується нічиєю. Гравець, що має невеликі або жодних шансів, щоб виграти, часто може намагатися змусити опонента ненавмисно поставити короля гравця у пат для того, щоб не програти.

## Роль в ігровому процесі
Під час дебюту і мітельшпілю король рідко грає активну роль у розвитку домінуючої або захисної позиції. Натомість гравець зазвичай намагається рокірувати і шукати захисту на краю дошки за своїми пішаками. Тим не менше, під час ендшпілю, король грає активну роль як атакувальна фігура, а також для допомоги пішакам, що залишилися, для їхнього перетворення в інші фігури.
Немає сенсу присвоювати королю цінність у порівнянні з іншими фігурами, оскільки його не можна побити чи розміняти. У цьому сенсі його цінність можна вважати безмежною. При визначенні здатностей короля як атакувальної фігури в ендшпілі, часто вважається, що він трохи сильніший за слона чи коня — другий чемпіон світу із шахів Емануїл Ласкер давав йому цінність коня плюс пішака (тобто чотири очки за шкалою порівняльної цінності шахових фігур). Він кращий для захисту пішаків, ніж кінь, і кращий для атаки на пішаків, ніж слон.

## Юнікод
Юнікод містить два коди для короля:
♔ U+2654 White Chess King (HTML &#9812;)
♚ U+265A Black Chess King (HTML &#9818;)

## Зауваження
1. ↑  Але неможливо прикритися від коня або від фігури суперника, що стоїть впритул до короля